# Norma Jean Martine
Norma Jean Martine (Middletown, 21 maart 1991) is een Amerikaan singer-songwriter. Ze is onder andere bekend van de singles Head Shoulders Knees & Toes en Overdrive, beiden in samenwerking met Ofenbach. Martine heeft nummers geschreven voor onder andere Giorgia, Lena, Marco Mengoni, Francesca Michielin, Burt Bacharach, Ronan Keating en Ashley Roberts.

## Biografie
Als tekstschrijver was Martine in 2013 betrokken bij het schrijven van Quando Una Stella Muore van Giorgia, In Bilico van Italian X Factor winnaar Michele Bravi, A Passi Picoli en Lonely Nights (Hey You) van voormalig Pussycat Dolls lid Ashley Roberts. Sinds 2015 schreef Martine mee aan nummers van meerdere (voormalig) Eurovisiesongfestival artiesten. Zo schreef ze mee aan In the Light van Songfestival winnares Lena en aan Come Un Attimo Fa van Marco Mengoni, Italiaans deelnemer in 2013 en 2023. Daarnaast schreef ze mee aan No degree of separation van Francesca Michielin, die met het nummer aantrad op het Eurovisiesongfestival 2016.
Als soloartiest stond Martine op festivals als Calling Festival, Latitude Festival en het Montreux Jazz Festival in 2013 en 2014 waar het voorprogramma deed voorafgaande aan artiesten als Stevie Wonder, Tom Odell en Lissie. In december 2013 werd ze door Brendan Benson uitgenodigd om op het benrfietsconcert van de David Lynch Foundation op te treden. In 2014 bracht ze de single No Gold uit alvorens ze samenwerkte met Burt Bacharach. Haar eerste solosingle Animals werd uitgebracht op 2 oktober 2015 op het label Virgin EMI UK and Capitol/Vertigo Germany. Martine's tweede single Freedom, een cover van Freedom '90 van George Michael, werd uitgebracht op 15 februari 2016. Het nummer werd gebruikt in een reclamecampagne van McArthurGlen. Martine schreef eveneens mee aan de gelijknamige titel van Ronan Keating's album Time of my Life dat de hoogste binnenkomer was op de vierde plaats in de UK Albums Chart op 19 februari 2016. Met No Gold bracht Martine op 20 mei 2016 een nieuwe single uit. Een maand later werd het nummer I'm Still Here met Bacharach uitgebracht in het London Palladium. Martine's volgende single I Want You To Want Me werd uitgebracht op 26 augustus 2016 en was te horen in de film Kids in Love met Will Poulter, Cara Delevingne en Alma Jorodowsky. Martine bracht op 14 oktober 2016 haar debuutalbum Only in my Mind uit.
In 2020 bracht Martine samen met Ofenbach de single Head Shoulders Knees & Toes uit. Deze single wist de vierde plaats in de Nederlandse Top 40 te behalen. Haar tweede samenwerking met het Franse dj duo, de single Overdrive, wist dit succes te overtreffen door de tweede plaats te behalen in de Nederlandse Top 40. Het nummer wist dertien weken te stijgen in de lijst, waarmee het een nieuwe record neer wist te zetten. In 2024 bracht Martine samen met James Carter de single Easy to Love uit.

## Discografie

### Albums
| Jaar | Titel           |
| ---- | --------------- |
| 2016 | Only in my Mind |

### Ep's
| Jaar | Titel   |
| ---- | ------- |
| 2015 | Animals |

### Singles
| Jaar | Titel                                            |
| ---- | ------------------------------------------------ |
| 2016 | Freedom (Freedom '90 cover)                      |
| 2016 | No Gold                                          |
| 2016 | I Want You To Want Me                            |
| 2017 | Still in You with Me                             |
| 2020 | Head Shoulders Knees & Toes (samen met Ofenbach) |
| 2023 | Overdrive (samen met Ofenbach)                   |
| 2024 | Easy to Love (met James Carter)                  |
| 2025 | Euphoria (met Alok, Armin van Buuren en Lawrent) |

- Gemeinsame Normdatei: 1125972580
- Library of Congress Control Number: no2018126010
- MusicBrainz: db6fb40e-63c8-4c6d-a2d9-31729778c36a
- Virtual International Authority File: 6626148814312845330002